# Malå sameby
Malå sameby är en skogssameby, huvudsakligen belägen i Malå kommun, södra Lappland, Västerbottens län. Samebyns västra del ligger inom Sorsele kommun och dess södra del vid Vindelälven ligger i Lycksele kommun. 
Att byn är en skogssameby innebär att renarna är i skogslandet hela året. Åretruntmarkerna ligger ovanför lappmarksgränsen och vinterbetesmarkerna nedanför. Malå är Västerbottens läns enda skogssameby. Den bestod 2006 av ca 11 rennäringsföretag. Högsta renantal är 3 000 renar, oräknat årskalvar. 

## Område
Samebyns gränser fastställdes genom länsstyrelsens kungörelse om Malås samebys byordning daterad den 25 maj 1946.
I söder: den punkt där Laisälven skär länsgränsen mot Norrbotten–Aha–Gargnäs–Råstrand-vattendraget söder om Rågoberget-Vindelälven till Vormbäcken-Vormträsk.
I väster: länsgränsen mot Norrbotten.
I norr: länsgränsen mot Norrbotten.
I öster sträcker sig samebyn så långt som samerna enligt sedvanerätt brukar utsträcka sina flyttningar.
Längden är ovanför lappmarksgränsen cirka 100 kilometer. Största bredd är cirka 48 kilometer. Arealen var (1968) 2 886 km².

## Renskötselåret
Renskötseln i Malå sameby bedrivs inom tre grupper, Keppejaurgruppen, Granselegruppen och Släppejaurgruppen.

### Vår och försommar
I april påbörjas flytten från vinterbetesområdena vid kusten, vanligen till fots. Omkring första maj ska renarna ha kommit till sina kalvningsland. Keppejaurgruppen har sina kalvningsland inom den nordöstra delen av åretruntmarkerna, Granselegruppen i den nordvästra delen och Släppejaurgruppen i den södra delen. Under denna tid lämnas renarna i stort sett i fred och renskötarna arbetar med reparation och underhåll av samebyns anläggningar.

### Sommar
När det blir varmt söker sig renarna dagtid till täta granskogar för att få skugga. Nattetid betar de gräs och örter på myrarna. Renarna får röra sig fritt varför de tre gruppernas renar sammanblandas mer och mer. Strax efter midsommar och en månad framåt sker kalvmärkning gemensamt för hela byn. När detta arbete avslutats får renarna återigen beta fritt.

### Sensommar och höst
I slutet av augusti och början av september samlas renar till slakt. I slutet av september börjar rentjurarna brunsta och fortsätter med det till mitten av oktober.

### Förvinter
När den första snön kommer samlar man ihop renarna och skiljer ut de olika gruppernas djur. Keppejaurgruppen flyttar sedan sina renar över stambanan till fots eller med lastbil vidare till Burträsk och kustområdet mellan Skellefteå och Ånäset. Granselegruppen flyttar med lastbil ned till Robertsforsområdet. Släppejaurgruppen flyttar med lastbil till områden kring Rickleån. 

### Vinter
Keppejaurgruppens renar betar vintertid från Örträsk över Långträsk och Blåbärsheden ned efter Burälven från bergen vid Brönstjärn och Norra Åbyn över Lappvattsheden, vidare mot Norra Kålaboda och Vebomark samt söder och öster om Burträsk samhälle. Också området öster om Burträskvägen mot Skellefteå tillhör vinterbetesområdet.
Granselegruppen har vinterbete kring Ytteråträsket, Villvattnet, Göksjön och norra delen av Bygdeträsket. Andra områden som utnyttjas är Vitsidanområdet, Kålaboda och bergen kring Flarken, Ultervattnet och Korssjön.
Släppejaurgruppen nyttjar områden runt Rickleån (norr och söder) mot Robertsfors och ibland Falmarksområdet.
Under vintern utför renskötarna daglig bevakning av renarna fram till mars–april, då renskötselåret börjar om.

## Historia
Skogssamerna i södra Lappland är en ursprungsbefolkning. Befolkningen inom Malå sameby tillhör språkhistoriskt den umesamiska språkgruppen och har varit en skogssamisk befolkning mycket länge.

### Från lappskatteland till sameby
Enligt Karl Bernhard Wiklunds anteckningar från 1900 var området tidigare indelat i åtta lappskatteland: 
- Verbo- eller Vuorbejaurlandet kring Malåns övre lopp med huvudviste i Dammbacken
- (Södra) Levattenslandet eller Partogelandet med huvudviste i Racknäs
- Duoldemjaur- eller Kokträsklandet med huvudviste vid Kokträsk
- Koppselelandet med huvudviste i Koppsele (Satteve)
- Granselelandet (Krane-suvvune) med huvudviste i Brännäs, tidigare Granselet)
- Släppejaurlandet (Slähpe-lante) med troligt huvudviste vid Släppträsk
- Skeppträsk- eller Keppejaurlandet med huvudviste vid Sunnanvik vid Stora Skäppträsket
- Lainijaurlandet med huvudviste i Vågträsk (Parrijaure).[2]

År 1889 trädde 1886 års renbeteslag i kraft. Lagen innebar att det administrativa begreppet sameby (lappby), infördes i svensk lag, vilket i huvudsak innebar att nyttjanderätten till mark i fjällområdet blev gemensam (kollektiv). Därmed bildades också Malå lappby, senare Malå sameby.
De gamla skattelanden ligger delvis till grund för den gruppindelning som idag gäller inom Malå sameby.

## Platser (från nordväst mot sydost)
| - Slagnäs - Racknäs - Bastunäs - Åliden - Kokträsk - Stennäs | - Vågträsk - Tallonda - Storvidsel - Sandfors - Grundträsk - Högnäs vid Mensträsket | - Buresjön - Fårträsk - Kåtaliden - Bockträsk - Bäcknäs - Verbosjön | - Malåliden - Adaksjön - Adakliden - Norra Tjärnbergen - Södra Tjärnbergen - Vallmyrvallen, Norra Mattsberg | - Avaås - Granvall - Naggeljaurjokk - Koppsele - Setsele - Böle | - Södra Fårträsk - Sunnanvik vid Stora Skeppträsk (Keppejaure) - Brunträsk - Strömfors - Lövberg - Nåda | - Rakkejaur - Lajnijaur - Storsele - Edsträsk - Brännäs - Släppliden | - Granliden - Grannäs och Almbo (Sleppejaur) - Gargnäs - Vindelgransele - Björksele - Vormsele |

## Sjöar
- Bartuk
- Levattnet (Ledfat)
- Kokträsk
- Lajnijaure
- Släppträsket
- Stora Skeppträsk
- Verbosjön
- Vormträsket